# Josef Hehenberger
Josef Hehenberger OCist (* 1940 in Stroheim) ist ein österreichischer Zisterzienser, Missionar und Altabt der Zisterzienserabtei Jequitibá.

## Wirken
Der Zisterzienser aus dem Stift Schlierbach ging 1966 als Missionar nach Brasilien. Nach Einsätzen im Kloster Jequitiba wurde er 1979 Pfarrer in Jacobina (Bahia) und gründete das Jugendschutzzentrum Fazendinha J.J.J. um die Kinder von der Straße zu holen und ihr Selbstwertgefühl zu steigern. Sie sollen so mündige Staatsbürger werden. Wegen seines sozialen Engagements wurde er 1989 auf die Todesliste der Großgrundbesitzer gesetzt. Von 2004 bis 2014 war er Abt der Zisterzienserabtei Jequitiba. 
Im Rahmen einer außerordentlichen Visitation durch den Generalabt Lepori erklärte Hehenberger am 21. März 2014 seinen Amtsverzicht als Abt.

## Auszeichnung
2007 wurde ihm der Erzbischof-Oscar-Romero-Preis der Katholischen Männerbewegung in Klagenfurt verliehen.